# Shane Rose
Shane Rose (Sydney, 24 aprile 1973) è un cavaliere australiano, vincitore della medaglia d'argento nel Completo a squadre, alle olimpiadi di Pechino 2008.

## Palmarès
- Olimpiadi

Pechino 2008: argento nel completo a squadre.
Rio de Janeiro 2016: bronzo nel completo a squadre.